# گهواره خواهد جنبید
گهواره خواهد جنبید (به انگلیسی: Cradle Will Rock) فیلمی محصول سال ۱۹۹۹ و به کارگردانی تیم رابینز است. در این فیلم بازیگرانی همچون هانک آزاریا، روبن بلیدز، جون کیوسک، جان کیوسک، کری الویس، فیلیپ بیکر هال، چری جونز، انگوس مکفادین، بیل مری، ونسا ردگریو، سوزان ساراندون، جان تورتورو، امیلی واتسون، باب بالابان، جک بلک، ویکتوریا کلارک، الن اف نیکولز، جیمی شریدن، باربارا سکووا و هریس یولین ایفای نقش کرده‌اند.